# 藤吉優
藤吉 優（ふじよし まさる、1996年8月7日 - ）は、福岡県那珂川市出身の元プロ野球選手（捕手）。右投左打。プロでは育成選手であった。

## 経歴

### プロ入り前
那珂川町立安徳北小学校（当時）の頃に「今光ライオンズ」でソフトボールを始める。那珂川町立那珂川中学校（当時）に進学してからはボーイズリーグの「福南ボーイズ」に所属する。
熊本県八代市にある秀岳館高等学校への進学後は、1年生の秋季熊本大会から捕手としてスタメンに起用 。後に主将へ就任した。在学中は春夏共に阪神甲子園球場での全国大会へ出場できなかったものの、 3年生の春には春季九州大会に進出。3年夏の第96回全国高等学校野球選手権選手権熊本大会では、東海大星翔高等学校との3回戦で延長11回の末に0-1というスコアで敗れたものの、投手として1回1/3イニングを投げている。
2014年のNPB育成ドラフト会議で、中日ドラゴンズから3巡目で指名。育成選手として入団した。背番号は207。

### 中日時代
2015年には、右肘を故障した影響で、ウエスタン・リーグ公式戦1試合の出場にとどまった。シーズンの終了後には、同郷（福岡県出身）の先輩投手・若松駿太と共に自主トレーニングを敢行している。
2016年には、ウエスタン・リーグ公式戦6試合に出場。2得点を記録したものの、打撃面では1打席1三振でシーズンを終えた。
2017年には、ウエスタン・リーグ公式戦16試合に出場。プロ初安打と3得点を記録したが、打率は.129（31打数4安打）にとどまった。シーズン終了後は、育成選手に関するNPBの規定で10月31日に自由契約選手として公示されたが、11月18日に育成選手として再契約。しかし、12月8日に退団が発表された。アマチュア野球への復帰を前提に、「環境を変えてやり直したい」という意向を球団に申し入れたことによる。

## 詳細情報

### 年度別打撃成績
- 一軍公式戦出場なし

### 背番号
- 207 （2015年 - 2017年）